# Mercury Lynx
Mercury Lynx — субкомпактный автомобиль, выпускавшийся подразделением Mercury компании Ford с 1981 по 1987 год. Являлся преемником Mercury Bobcat. Конкурентами являлись Chevrolet Chevette, Dodge Omni и Plymouth Horizon. 

## История
Mercury Lynx впервые был представлен в начале 1981 года в виде ребеджингового варианта Ford Escort. Модель выпускалась в кузовах трёхдверный (с 1982 года пятидверный) хетчбэк и пятидверный универсал. От Ford Escort Mercury Lynx отличался видоизменённой радиаторной решёткой. Кроме базовой комплектации, существовали также L, GL, GS и RS. 1,6-литровый четырёхцилиндровый бензиновый двигатель мощностью 48,5 кВт (66 л. с.) сочетался в паре с четырёхступенчатой механической или же трёхступенчатой автоматической трансмиссией. Весной 1982 года мощность двигателя увеличилась до 59,5 кВт (81 л. с.), в то время как базовая силовая установка стала развивать мощность 52 кВт (71 л. с.). В 1983 году в моторную гамму вошёл 1,6-литровый двигатель с впрыском топлива мощностью 65 кВт (89 л. с.). С 1984 года устанавливались также 2,0-литровый дизельный двигатель мощностью 39 кВт (53 л. с.) и 1,6-литровый бензиновый двигатель с турбонаддувом мощностью 90 кВт (122 л. с.), каждый из которых сочетался в паре с пятиступенчатой механической трансмиссией. Самой топовой моделью был признан пятидверный Lynx LTS (Luxury Touring Sedan), представленный в октябре 1982 года.
Весной 1985 года Mercury Lynx прошёл рестайлинг и стал оснащаться 1,9-литровым четырёхцилиндровым турбодвигателем мощностью 64—80 кВт (87—109 л. с.) и 2,0-литровым дизельным двигателем. В 1987 году 1,9-литровые двигатели получили впрыск топлива и стали развивать мощность 67—86 кВт (91—117 л. с.), в остальном были изменены лишь детали.
К окончанию производства было выпущено 600000 экземпляров.

## Галерея
- Mercury Lynx (1981—1985)
- Mercury Lynx (1985—1987)